# Lysák (přírodní rezervace)
Přírodní rezervace Lysák je chráněné území na Slovensku v katastrálním území obce Remetské Hámre v okrese Sobrance v Košickém kraji. Nachází se v geomorfologickém celku Vihorlatské vrchy, zahrnuje vrch Lysák, který zprava obtéká Hámorský potok a zleva potok Okna.
Je chráněným územím v rámci CHKO Vihorlat. PR se nalézá v katastrálním území obce Remetské Hámre, byla vyhlášena v roce 1993 na výměře 4,28 ha. Je tvořena skalní plošinou, která vystupuje na vypreparovaných andezitových skalách. Předmětem ochrany jsou teplomilná lesní společenstva. Významný je výskyt dubu mnohoplodého a žlutavého, které jsou součástí společenství bukových doubrav. V podrostu se vyskytuje několik druhů chráněných bylin, např. lilie zlatohlavá, pablen kraňský a kapradina hadí jazyk (pouze dvě známé lokality ve Vihorlatských vrších).